# Chlidonia pyriformis
Chlidonia pyriformis är en mossdjursart som först beskrevs av Bertoloni 1810.  Chlidonia pyriformis ingår i släktet Chlidonia och familjen Chlidoniidae. Inga underarter finns listade i Catalogue of Life.